# Susana Solís
Susana Solís Pérez (ur. 21 grudnia 1971 w Avilés) – hiszpańska polityk i samorządowiec, posłanka do Zgromadzenia Madryckiego, deputowana do Parlamentu Europejskiego IX i X kadencji.

## Życiorys
Ukończyła inżynierię przemysłową na Uniwersytecie w Oviedo oraz inżynierię maszyn w Fachhochschule Osnabrück. Kształciła się też w Instituto de Empresa, gdzie uzyskała dyplom MBA oraz magisterium z zarządzania i marketingu. Zawodowo związana z różnymi korporacjami w Niemczech i Hiszpanii (m.in. Robert Bosch GmbH, Essilor, Johnson & Johnson).
Dołączyła do ugrupowania Obywatele – Partia Obywatelska. W 2015 została wybrana do Zgromadzenia Madryckiego. Weszła w skład krajowego komitetu wykonawczego Ciudadanos, odpowiadając w nim za sprawy przemysłu oraz badań, rozwoju i innowacji. W wyborach w 2019 uzyskała mandat eurodeputowanej IX kadencji. W 2024 związała się z Partią Ludową. Z powodzeniem ubiegał się o reelekcję w wyborach europejskich w tym samym roku.